# تبو

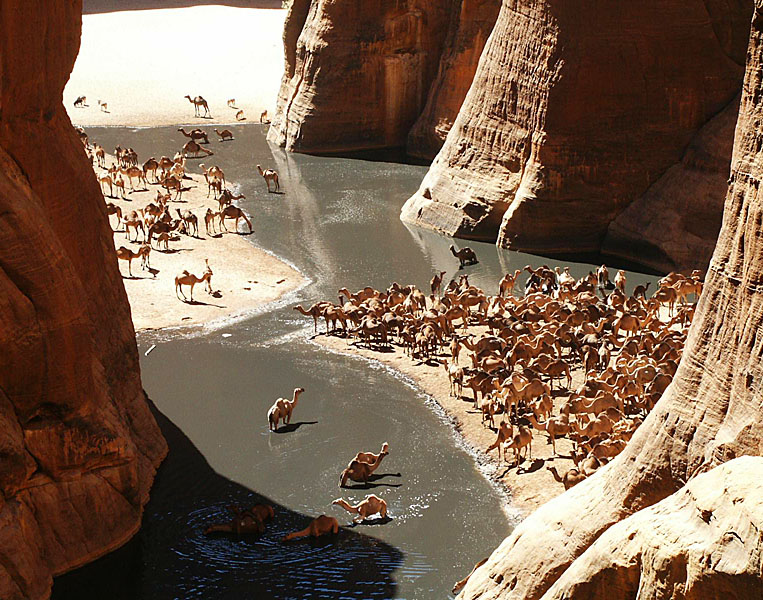
إبلٌ تَرتوي من مياهِ قِلتة آرشي، إينيدي ـ تشاد

التبو (من التبو القديمة، وتعني "شعب الصخور") هم مجموعة عرقية موطنها جبال تيبستي، وتسكن الصحراء الوسطى في شمال تشاد وجنوب ليبيا وشمال شرق النيجر و السودان. يعيش شعب التبو إما كرعاة وبدو أو كمزارعين بالقرب من الواحات. مجتمعهم قائم على العشيرة، ولكل عشيرة واحات ومراعي وآبار معينة. ويقال أن أصلهم من بربر صنهاجة أو من العرب.
ينقسم التبو عمومًا إلى مجموعتين مرتبطتين ارتباطًا وثيقًا: التيدا (أو تودا، تيدا، تودا، تيراه) والدازا (أو دازاغا، دازاغارا، دازاغادا). يُعتقد أنهم يشتركون في أصل مشترك ويتحدثون لغات التبو، التي تنتمي إلى الفرع الصحراوي لعائلة اللغات النيلية الصحراوية. تنقسم التبو إلى لغتين مرتبطتين ارتباطًا وثيقًا، تسمى الأولى التيدا والثانية الدزازا. ومن بين المجموعتين، فإن الدازا، المتواجدين جنوب التيدا، هم الأكثر عدداً.
يُشار إلى شعب التبو أيضًا باسم تودا، أو تودجا، ويُشار إلى الدازا أحيانًا باسم غوران وهي تسمية عربية أجنبية. وكان العديد من قادة تشاد من التبو (غوران)، بما في ذلك الرئيسان كوكوني عويدي وحسين حبري.

## تَسمية تُبو
عُرِف التُبو (تُوبو، تيبو، تُوبِ...) عبر تاريخهم، بعدة أسماء أطلقتها عليهم الشعوب المجاورة لهم، لكنهم اشتهروا بإسمين هما التُبو والقُرعان. تتعدد الروايات عن اُصول هاذين الإسمين. ذهب عالم المصريات النمساوي لِيو رَينيش إلى أن كلمة «تُبو» هو تحوير لكلمة «تِحنو»، وهي اسم كان يُطلقه المصريون القدماء على مجموعةٍ من القبائل استوطنت الأراضي الواقعة إلى الغرب من وادي النيل، فيما كانت تُعرف بالصحراء الليبية. ويرى بعض الباحثين أن كلمة «تُبو» كانُورية الأصل (لغة شعب الكانوري) وأنها مركّبة من مقطعين: «تُو» وهو الاسم الذي يُشير به

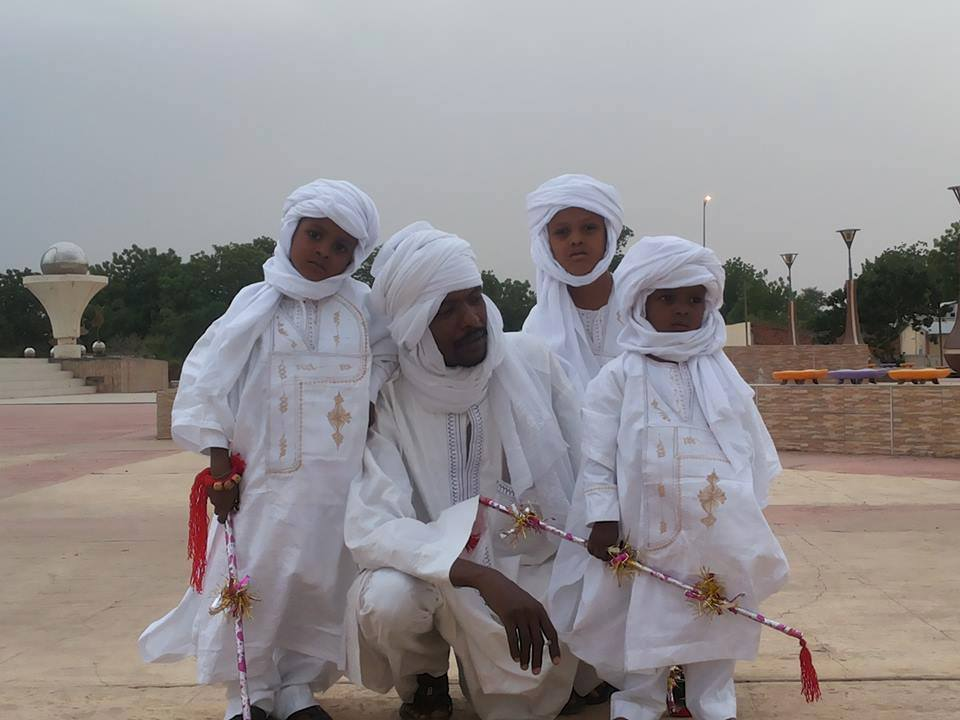
رجلٌ من التُبو مع أبنائه

التُبو إلى جبال تبيستي، و «بُو» وهو صيغة الجمع للّاحقة المُفردة «ما» التي تدل، في الكانُوريّة، على صفة النسبة، عند إلحاقها باسم أرض أو بلد. إذَن، فهي تعني تحديداً «الجَبَليُّون». واستعملتها الشعوب المجاورة للتبو من جهة الشمال والغرب، في فَزّان وكَوار وكانُم وبُرنو. كما اعتمدت إدارة الاحتلال الفرنسي هذه التسمية كاسم لهذا الشعب بأكمله.

## تَسمية «قُرعان»
أما تسمية قُرعان (قُوران، كُوران، جُوران) فيذكر الكاتب الإنجليزي إتش. جي. فيشر أنها وردت في أوائل القرن الثامن الميلادي، ويقول: «الخوارِزمي، وهو يكتب، على الأرجح، بين عامي 836 و 847 م، استعمل تسمية كُوران، وهي الَّتي تحوّلت في استعمالنا المعاصر إلى قُوران، وتشير إلى تُبو الجنوب أو دازّا». كما أورد هذه التسمية الرحّآلة الأندلسي الحسن الوَزّان المشهور باسم ليون الأفريقي (1488-1554م) وذلك في كتابه «وصف أفريقيا» حيث يقول في معرض حديثه عن الطرق الصحراوية للقوافل: «وأسوا من هذا خط السفر المفتوح حديثاً بين فاس والقاهرة مروراً بصحارى ليبيا، غير أن المسافرين يمرون في طريقهم هذه بالقرب من بحيرة عظيمة تعيش حولها شعوب ساوو وكُوران». ويضيف في موضع آخر وهو يتحدث عن مملكة «نوبيا» في شمال السودان وجنوب مصر: «وملك النوبة في حرب دائمة، تارةً ضد القُرعان الذين هم من جنس البوهيميين الذين يعيشون عيشة ضنكاً في الصحراء ولا يفهم أحدٌ لغتهم...».
تَستعمل تسمية قُرعان الشعوب المجاورة لشعب التُبو من جهة الجنوب والشرق للدلالة عليه، كالتُونْجُر والعرب الشُوا والبولاله والكُوكّه وشعوب وَدّاي والعرب الخُزام والمحاميد وبَنو عمومتهم ومن يلي هؤلاء من شعوب. كما عُرف التُبو-القُرعان، عبر تاريخهم، بأسماء أخرى أشهرها اسم «بَرداوه» الذي ذكره المؤرخ المصري تقيّ الدين المقريزي (1364-1442م) وليون الأفريقي. وغيرهما. بينما يُطلق الطوارق، سكان صحراء تينيري وما حولها، اسم «إيكَرادِن» على شعب التُبو-القرعان.

## الأصل
لا يزال الكثير من الغموض يكتنف الجزء الأكبر من تاريخ هذا الشعب. إلا أن المُعطيات التاريخية القديمة والقرائن العلمية الحديثة تكاد تجزم بأن التُبو من أقدم الشعوب التي استوطنت منطقة الصحراء الأفريقية. بل إن تواجدهم، في بعض مواطنهم الحالية، قد لا يقل عن 30,000 سنة. ومن الأرجح أن يكون التُبو هم أحفاد رعاة الماشية، في عصور ما قبل التاريخ، الذين استوطنوا المنطقة واستطاعوا مقاومة الصحراء والتأقلم معها. ويذكر المؤرخ الأمريكي جي. آر. ويليس أن أحجار الأمازونايت التي كان يتم التنقيب عنها في منطقة جبال أكاكوس الليبية، وعُرفت قديماً في مصر باسم حجارة «تَمحي» لا زالت تَستخرجها التُبو هناك، ما دفع البعض للإشارة إلى أن بعض المتحدثين بلغة التُبو ينحدرون من شعب تِمِحو القديم الذي كان يستوطن ليبيا والواحات المحاذية للنيل.

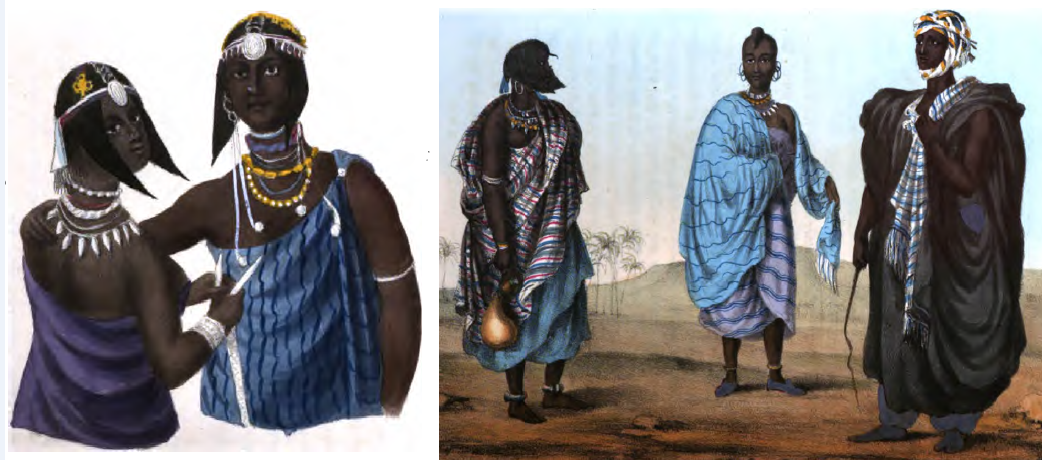
رجال من التُبو (يمين) ونساء من التُبو (يسار) في أزيائهم التقليديّة، في مدينة القَطْرون الليبيّة عام 1819م

وقد أشار المؤرخ الأغريقي هيرودوت الذي زار الساحل الشرقي لليبيا حوالي العام 450 ق.م. في كتابه «التاريخ» إلى وجود شعبٍ إثيوبي (أسوَد البَشرة) في الجنوب الليبي، اعتبره إحدى القوميتين الأصيلتين في ليبيا، يكاد يُجمع المؤرخون المختصون على أنه شعب التُبو. وأشار المؤرخ والجغرافي اليعقوبي (المتوفى عام 897م) إلى شعب التُبو باسم «لَمْطة» ووصفه بأنه أشبه شيء بالبربر. كما أشار اليه المؤرخ المقريزي بأسم «برداوه» وعدَّه من شعوب البربر أيضاً. وتبعه في ذلك المؤرخ ليون الأفريقي الذي اعتبر شعب بَرداوه إحدى الشعوب النوميدية الخَمس التي تقطن بلاد النخيل في الصحراء الواقعة بين نوميديا وأرض السودان. وأشار إلى شعب برداوه بعض الرحّآلة اللاحقين، منهم جورج إف. ليون والشيخ محمد بن عمر التونسي وهاينريش بارت. ويرى المُستكشٍف الألماني قوستاڤ ناشتيقال أن التبو ليسوا من البربر، مفصِّلاً: «وإن لم يكن للتُبو أيّة صِلةً بالبربر، فإنهم مع ذلك لا يُشبهون الزنوج، بل يشكّلون شعباً وسيطاً بين السكان الأصليين لشمال أفريقيا وزنوج السودان».

## المَوطن

راية شعب التُبو-القُرعان

يُقيم التُبو، في الوقت الراهن، على مساحة تقدّر بربع مساحة الصحراء الكبرى. وقد استوطنوا، حسب وصف المؤرخين القُدامى، الأراضي المُمتدة إلى الغرب من وادي النيل من أطراف الحدود الغربية لمملكة «نوبيا» القديمة شرقاً، وهي المنطقة الصحراوية الواقعة إلى الشمال من كُردُفان وفي شمال دارفور والتي كانت تُعرف بصحراء القُرعان، إلى مشارف إقليم «فَزانيا» القديم وبلاد الجَرامَنت غرباً. ومن تُخوم واحات «اوجلة» و«زِلة» القديمة وجبل السَودة شمالاً، إلى الهضاب والسهول الممتدة حول مرتفعات إينيدي وجبال تيبستي جنوبأ، قبل ان ينزح جماعاتٍ منهم، عبر إينيدي وبُركو وتيبستي، إلى سهول جُوراب ومُورتشا ومنخفضات إيقي وبحر غزال ومانقا وواحات جادو وكُوار. ونزحت آخر جماعات من التُبو من جنوب غربي مصر الحالية عام 1920.
تعرّض التُبو، عبر تاريخهم، لحملات متتابعة من الغزاة كالرومان والعرب والأتراك، للهيمنة أو القضاء عليهم واحتلال أراضيهم ودفعِ من نجا منهم نحو الداخل الأفريقي جنوباً. شنّ الأتراك عدة حملات عسكرية ضد شعب التُبو في الجنوب الليبي، كانت من أواخرها تلك التي جرّدها الحاكم التركي في طرابلس، الباشا يوسف القره مانلي عام 1808 والحقت هزيمة قاطعة بالتُبو، ورسّخت، بشكل نهائي، سيادة العرب على مجموع واحات الكفرة. كما سعت السلطات الليبية منذ إقرار قانون الجنسية الليبية عام 1954 ثم انقلاب عام 1969 إلى تهميش شعب التُبو وطمس هويته وإنكار تاريخه والترويج لعُروبته والتقليل من كيانه. وعمدت مراراً، كان آخرها عام 2007، إلى نزع حق المواطنة عن المئات من الاُسر، وحرمانهم من حقهم في التعليم والسكن والرعاية الصحية.
التُبو-القُرعان شعب واحد في أصله وكيانه، رغم تعدد المُسمّيات. ويمكن تقسيمه، استناداً إلى اُسس لغوية بحتة، إلى فرعين رئيسيين هما: التُودا والدازّاقَرا.

## اللُّغة
تنتمي لغة التبو-القرعان إلى عائلة اللغات النيلية الصحراوية، وهي أيضاً من اللغات النَغَمية التي تتميز بنبراتها السريعة والحادة والمتشابهة. وتتفرع إلى لهجتين أساسيتين هما:
1. التوداقا، وهي اللهجة التي يتحدث بها أفراد قبيلة «التودا» في الجنوب الليبي وجبال تيبستي وواحات شمال شرق النيجر وحوض أيِيِر؛
2. الدازّاقا، وهي لهجة قبائل «الدازّاقَرا» سكان إينيدي وبُركو والبَطحة وكانُم ومانقا وأيِيِر.

ورغم تماثل اللهجتين في القواعد النحوية والصرفية، إلا أن هناك تمايزاً ملحوظاً في المفردات والمُسمّيات والنَبرات، قد يكون ناتجاً عن تطوّر اللهجتين في بيئتين منفصلتين لبعض الوقت. ويجدر الإشارة هنا إلى أن هذا التقسيم اللغوي تقريبيي فقط، فكثير من الدازاقَرا سكان بُركو وشمال كانم هم في الأصل من التودا. وفي حين أن الكثيرين من الدازاقَرا يجيدون التحدث بالتوداقا، فإن الغالبية العُظمى من التودا يجيدون التحدث بالدازّاقا.
ويعتقد بعض الباحثين الغربيين أنه ليست هناك أيّة تسمية، لدى التبو أنفسهم، يشيرون بها إلى كيانهم ككل، إلا أن أغلب أفراد هذا الشعب، باختلاف مَواطنهم، يعتبرون أنفسهم «دازاقرا». وهي تسمية ذات دلالة لغوية محضة، غير مرتبطة بقبيلة أو عشيرة أو منطقة بعينها.

## وصلات خارجية
- تقرير عن الثوار التبو في القطرون واستجلابهم السلاح من بنغازي عبر الصحراء خلال ثورة 17 فبراير
- فيلم وثائقي بعنوان «موعدٌ في أرض مجهولة» في ضيافة القُرعان.